# メジャーリーグベースボールの海外公式戦一覧

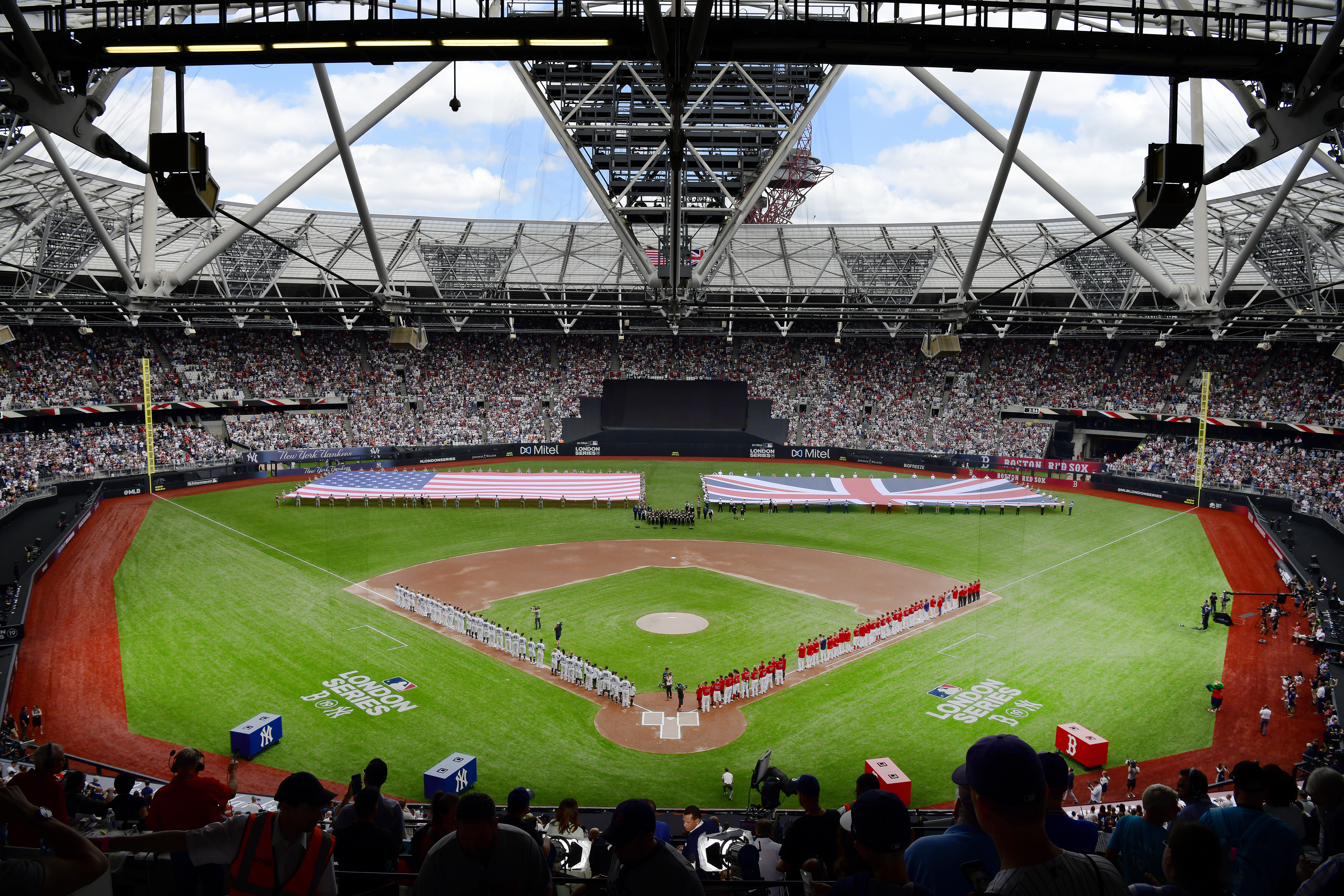
2019年6月、イギリスの首都ロンドンにあるロンドン・スタジアムでMLB公式戦が開催された。普段は陸上やサッカーに使用される競技場を一時的に改装したため、フィールドの形状は各球団の本拠地球場と比較すると、本塁から中堅フェンスまでの距離はどの球場よりも短くファウルゾーンはどの球場よりも広い、といういびつなものとなった。

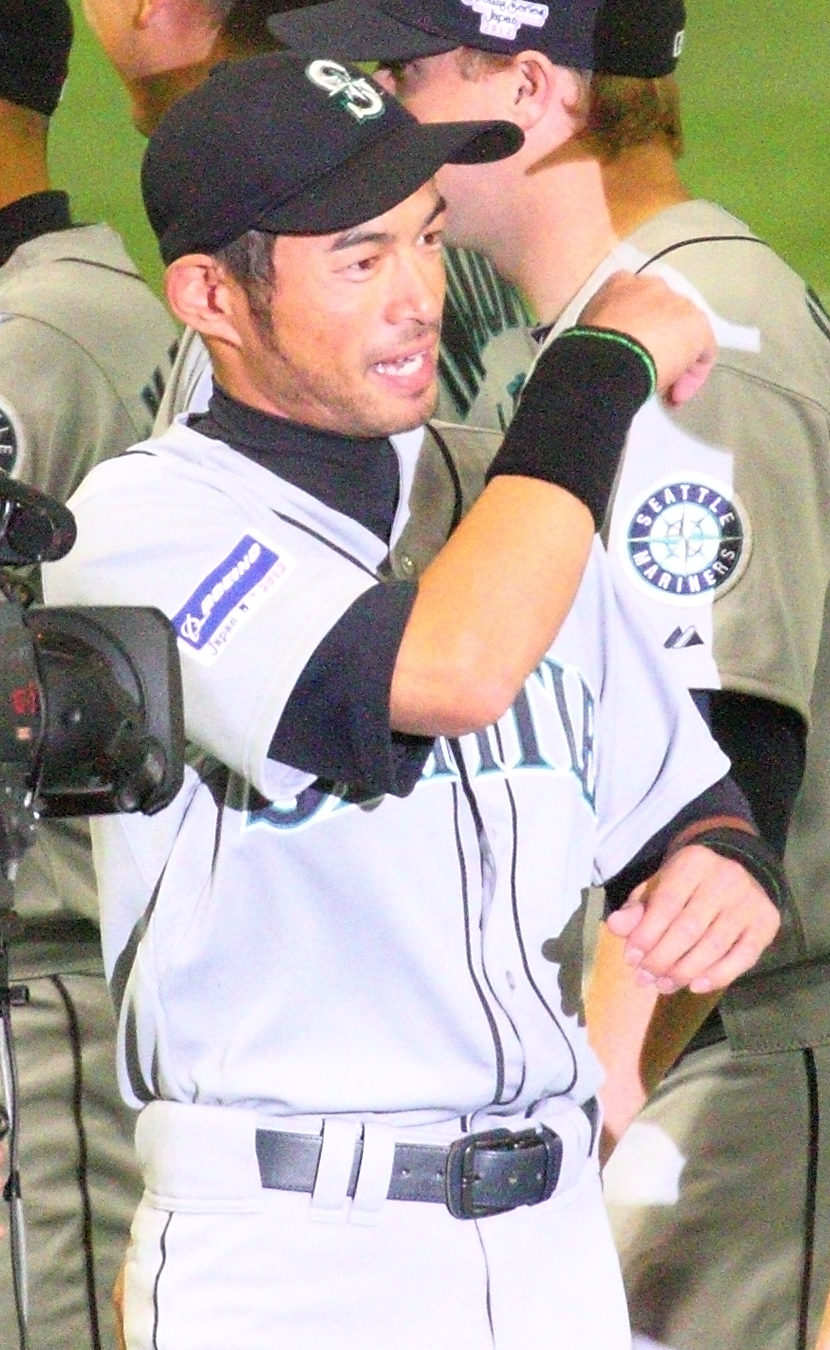
2012年の日本開幕戦で母国凱旋を果たしたシアトル・マリナーズのイチロー。MLB海外公式戦には、彼のような選手を母国のファンが生で観戦・応援できる数少ない機会を提供する、という側面もある。ユニフォームの右袖には航空機製造大手ボーイングの宣伝ロゴが入っている。

この項目は、野球のメジャーリーグベースボール（MLB）が海外で開催した公式戦を一覧にしたものである。ここでいう「海外」とは、MLB球団が本拠地を展開しているアメリカ合衆国（50州とワシントンD.C.）およびカナダの2か国を除く国・地域を指す。

## 解説
1996年8月にメキシコのヌエボ・レオン州モンテレイのエスタディオ・デ・ベイスボル・モンテレイで行われたサンディエゴ・パドレス対ニューヨーク・メッツの3連戦が、MLB史上初の海外公式戦である。"ラ・プリメーラ・セリエ" （La Primera Serie）と銘打たれたこの3連戦は、パドレスの本拠地アメリカ合衆国カリフォルニア州サンディエゴで同時期に予定されていた共和党全国大会と日程が重なるのを避けるためにとられた措置であるが、同時に、将来のエクスパンション（新球団設立）によるメキシコ進出の可能性を探る意味合いもあった。メキシコでは1999年にも、パドレス主催試合がレギュラーシーズン開幕戦として開催されている。その後も、公式戦開催は一旦途絶えたものの、スプリングトレーニング（オープン戦）は首都メキシコシティなどで断続的に行われた。そして2018年5月には、19年ぶりのメキシコ公式戦がモンテレイで開催されることになった。
1999年のメキシコ開幕戦に続き、2000年には日本で、2001年にはアメリカ合衆国の海外領土であるプエルトリコで、それぞれ開幕戦が組まれた。日本では2003年にも開幕シリーズ2試合が予定されていたが、これは開催直前にイラク戦争が開戦したため中止に追い込まれた。翌2004年から2012年にかけて、日本では4年に一度のペースで開幕シリーズの開催が続いた。初開催時はサミー・ソーサやマイク・ピアッツァらが大きな注目を集めていたが、その後は日本人選手の凱旋が目玉となっており、今後も日本開催時には日本人スター選手を擁する球団の出場が予想される。ただ、日本プロ野球（NPB）のシーズン開幕後にMLB公式戦が挙行された年もあり、このような日程には上原浩治やボビー・バレンタインなどNPBの選手・監督たちから批判や疑問の声が挙がっている。また日本での試合においては、北米4大プロスポーツリーグの伝統に反して、選手が着用するユニフォームに企業広告があしらわれている。
2003年と2004年にはモントリオール・エクスポズ（現在のワシントン・ナショナルズ）が、主催81試合のうち22試合をプエルトリコで開催した。削減球団候補に挙げられるなど苦しい経営が続くエクスポズにとってプエルトリコでの試合開催は、本来の本拠地であるカナダのケベック州モントリオールと比べて観客動員が多く見込めるうえにチケット価格も高いなど経営上のメリットが大きい興行であったが、所属選手は遠征移動の長さによる疲労の蓄積に不満を漏らしていた。エクスポズは2004年のシーズン終了後にモントリオールからワシントンD.C.に移転しており、翌2005年からはプエルトリコでの試合は行っていない。
エクスポズが撤退したあとのプエルトリコでは、2010年にフロリダ・マーリンズ（現在のマイアミ・マーリンズ）がメッツとの3連戦を開催している。マーリンズにとってこの試合には、本拠地フロリダ州マイアミにプエルトリコ出身者が多く暮らしていることや、また対戦相手のメッツもプエルトリコ出身選手を多く擁していて現地人気が高いことから、プエルトリコを含むラテンアメリカでの市場拡大という狙いがあった。さらにマーリンズは、2016年にもピッツバーグ・パイレーツとの2連戦をプエルトリコで行うことにしていた。この試合はマーリンズの主催試合だが、パイレーツ往年の名選手でプエルトリコ出身のロベルト・クレメンテを称えるという目的もあった。ただこの2連戦は、ラテンアメリカにおけるジカ熱の流行を受けて中止された。
2014年にはオーストラリアで、2019年にはイギリスで、それぞれ2試合が開催された。これまでのメキシコや日本などでは現地の既存球場を使用していたが、オーストラリアやイギリスでは野球人気がそれほど高くないため、MLB仕様の大きな野球場がなかった。そのため、オーストラリアではクリケット競技場のシドニー・クリケット・グラウンドをこの試合のために一時的に改装する措置がとられた。この競技場では、1914年1月にシカゴ・ホワイトソックスとニューヨーク・ジャイアンツ（現在のサンフランシスコ・ジャイアンツ）が非公式戦を行ったことがあり、その100周年に今度は公式戦が開催されることになった。イギリスでは、陸上競技兼サッカー競技場のロンドン・スタジアムが会場に選ばれた。観客動員は第1戦で海外公式戦史上最多の59,659人、2試合合計では118,718人を記録しており、チケット売上の7割はイギリス在住者によるものだったという。また開催期間中には、複数のヨーロッパ他都市の当局者が将来の公式戦誘致へ向け、MLB機構の担当者との話し合いの席を設けた。
MLBでは2019年に日本とメキシコ、イギリスの3か国で公式戦を開催したのに続き、2020年にもメキシコとプエルトリコ、イギリスの3か国・地域で公式戦実施を予定していた。特にメキシコでは、モンテレイではなく首都メキシコシティが初めて開催地に選ばれ、前年に開場したばかりのエスタディオ・アルフレド・ハルプ・ヘルーで2試合が開催される予定だった。しかし新型コロナウイルス感染症の流行が世界規模に拡大したことを受け、メキシコおよびプエルトリコで開催予定だった計5試合の中止が3月に、イギリスで開催予定だった2試合の中止が4月に、それぞれ発表された。
2022年3月に合意した労使協定では、2023年から2026年の6月にメキシコシティ、2023年、2024年、2026年の6月にロンドン、2025年の6月にパリ、2025年と2026年の9月にプエルトリコのサンフアン、開幕シリーズとして2024年にアジアの都市（のちにソウルと決定）と2025年に東京（MLB東京シリーズ2025）で、それぞれ公式戦を開催するとしている。このうち2025年に開催予定だったパリ（スタッド・ド・フランスを使用予定だった）は収益面・スケジュール面の都合から2023年11月に、メキシコシティ・サンフアンの両都市では2024年11月に中止が発表されている。

## 試合一覧
| 開催日         | 開催地                                   | ビジター球団（先攻）           | スコア | ホーム球団（後攻）             | 観客動員 | 出典    |
| -------------- | ---------------------------------------- | ------------------------------ | ------ | ------------------------------ | -------- | ------- |
| 1996年08月16日 | エスタディオ・デ・ベイスボル・モンテレイ | ニューヨーク・メッツ           | 10－15 | サンディエゴ・パドレス         | 23,699人 | [ 24 ]  |
| 1996年08月17日 | エスタディオ・デ・ベイスボル・モンテレイ | ニューヨーク・メッツ           | 7－3   | サンディエゴ・パドレス         | 20,873人 | [ 25 ]  |
| 1996年08月18日 | エスタディオ・デ・ベイスボル・モンテレイ | ニューヨーク・メッツ           | 0－8   | サンディエゴ・パドレス         | 22,810人 | [ 26 ]  |
| 1999年04月04日 | エスタディオ・デ・ベイスボル・モンテレイ | コロラド・ロッキーズ           | 8－2   | サンディエゴ・パドレス         | 27,104人 | [ 27 ]  |
| 2000年03月29日 | 東京ドーム                               | シカゴ・カブス                 | 5－3   | ニューヨーク・メッツ           | 55,000人 | [ 28 ]  |
| 2000年03月30日 | 東京ドーム                               | ニューヨーク・メッツ           | 5－1   | シカゴ・カブス                 | 55,000人 | [ 29 ]  |
| 2001年04月01日 | ヒラム・ビソーン・スタジアム             | テキサス・レンジャーズ         | 1－8   | トロント・ブルージェイズ       | 19,891人 | [ 30 ]  |
| 2003年04月11日 | ヒラム・ビソーン・スタジアム             | ニューヨーク・メッツ           | 0－10  | モントリオール・エクスポズ     | 17,906人 | [ 31 ]  |
| 2003年04月12日 | ヒラム・ビソーン・スタジアム             | ニューヨーク・メッツ           | 4－5   | モントリオール・エクスポズ     | 18,264人 | [ 32 ]  |
| 2003年04月13日 | ヒラム・ビソーン・スタジアム             | ニューヨーク・メッツ           | 1－2x  | モントリオール・エクスポズ     | 16,332人 | [ 33 ]  |
| 2003年04月14日 | ヒラム・ビソーン・スタジアム             | ニューヨーク・メッツ           | 3－5   | モントリオール・エクスポズ     | 13,155人 | [ 34 ]  |
| 2003年04月15日 | ヒラム・ビソーン・スタジアム             | アトランタ・ブレーブス         | 2－1   | モントリオール・エクスポズ     | 13,399人 | [ 35 ]  |
| 2003年04月16日 | ヒラム・ビソーン・スタジアム             | アトランタ・ブレーブス         | 3－2   | モントリオール・エクスポズ     | 15,571人 | [ 36 ]  |
| 2003年04月17日 | ヒラム・ビソーン・スタジアム             | アトランタ・ブレーブス         | 14－8  | モントリオール・エクスポズ     | 13,170人 | [ 37 ]  |
| 2003年04月19日 | ヒラム・ビソーン・スタジアム             | シンシナティ・レッズ           | 7－8x  | モントリオール・エクスポズ     | 10,296人 | [ 38 ]  |
| 2003年04月19日 | ヒラム・ビソーン・スタジアム             | シンシナティ・レッズ           | 5－9   | モントリオール・エクスポズ     | 13,109人 | [ 39 ]  |
| 2003年04月20日 | ヒラム・ビソーン・スタジアム             | シンシナティ・レッズ           | 7－5   | モントリオール・エクスポズ     | 11,619人 | [ 40 ]  |
| 2003年06月03日 | ヒラム・ビソーン・スタジアム             | アナハイム・エンゼルス         | 15－4  | モントリオール・エクスポズ     | 10,034人 | [ 41 ]  |
| 2003年06月04日 | ヒラム・ビソーン・スタジアム             | アナハイム・エンゼルス         | 11－2  | モントリオール・エクスポズ     | 10,501人 | [ 42 ]  |
| 2003年06月05日 | ヒラム・ビソーン・スタジアム             | アナハイム・エンゼルス         | 7－8x  | モントリオール・エクスポズ     | 10,598人 | [ 43 ]  |
| 2003年06月06日 | ヒラム・ビソーン・スタジアム             | テキサス・レンジャーズ         | 10－13 | モントリオール・エクスポズ     | 18,005人 | [ 44 ]  |
| 2003年06月07日 | ヒラム・ビソーン・スタジアム             | テキサス・レンジャーズ         | 4－5   | モントリオール・エクスポズ     | 18,003人 | [ 45 ]  |
| 2003年06月08日 | ヒラム・ビソーン・スタジアム             | テキサス・レンジャーズ         | 2－3   | モントリオール・エクスポズ     | 18,001人 | [ 46 ]  |
| 2003年09月05日 | ヒラム・ビソーン・スタジアム             | フロリダ・マーリンズ           | 2－6   | モントリオール・エクスポズ     | 11,509人 | [ 47 ]  |
| 2003年09月06日 | ヒラム・ビソーン・スタジアム             | フロリダ・マーリンズ           | 14－4  | モントリオール・エクスポズ     | 14,570人 | [ 48 ]  |
| 2003年09月07日 | ヒラム・ビソーン・スタジアム             | フロリダ・マーリンズ           | 3－1   | モントリオール・エクスポズ     | 12,647人 | [ 49 ]  |
| 2003年09月09日 | ヒラム・ビソーン・スタジアム             | シカゴ・カブス                 | 4－3   | モントリオール・エクスポズ     | 15,632人 | [ 50 ]  |
| 2003年09月10日 | ヒラム・ビソーン・スタジアム             | シカゴ・カブス                 | 4－8   | モントリオール・エクスポズ     | 18,002人 | [ 51 ]  |
| 2003年09月11日 | ヒラム・ビソーン・スタジアム             | シカゴ・カブス                 | 2－3   | モントリオール・エクスポズ     | 12,559人 | [ 52 ]  |
| 2004年03月30日 | 東京ドーム                               | ニューヨーク・ヤンキース       | 3－8   | タンパベイ・デビルレイズ       | 55,000人 | [ 53 ]  |
| 2004年03月31日 | 東京ドーム                               | ニューヨーク・ヤンキース       | 12－1  | タンパベイ・デビルレイズ       | 55,000人 | [ 54 ]  |
| 2004年04月09日 | ヒラム・ビソーン・スタジアム             | ニューヨーク・メッツ           | 3－2   | モントリオール・エクスポズ     | 14,739人 | [ 55 ]  |
| 2004年04月10日 | ヒラム・ビソーン・スタジアム             | ニューヨーク・メッツ           | 0－1   | モントリオール・エクスポズ     | 11,957人 | [ 56 ]  |
| 2004年04月11日 | ヒラム・ビソーン・スタジアム             | ニューヨーク・メッツ           | 4－1   | モントリオール・エクスポズ     | 10,623人 | [ 57 ]  |
| 2004年04月13日 | ヒラム・ビソーン・スタジアム             | フロリダ・マーリンズ           | 5－0   | モントリオール・エクスポズ     | 14,620人 | [ 58 ]  |
| 2004年04月14日 | ヒラム・ビソーン・スタジアム             | フロリダ・マーリンズ           | 9－0   | モントリオール・エクスポズ     | 13,180人 | [ 59 ]  |
| 2004年04月15日 | ヒラム・ビソーン・スタジアム             | フロリダ・マーリンズ           | 3－0   | モントリオール・エクスポズ     | 08,494人 | [ 60 ]  |
| 2004年05月18日 | ヒラム・ビソーン・スタジアム             | ミルウォーキー・ブルワーズ     | 2－3   | モントリオール・エクスポズ     | 08,387人 | [ 61 ]  |
| 2004年05月19日 | ヒラム・ビソーン・スタジアム             | ミルウォーキー・ブルワーズ     | 6－3   | モントリオール・エクスポズ     | 08,157人 | [ 62 ]  |
| 2004年05月20日 | ヒラム・ビソーン・スタジアム             | ミルウォーキー・ブルワーズ     | 3－2   | モントリオール・エクスポズ     | 08,941人 | [ 63 ]  |
| 2004年05月21日 | ヒラム・ビソーン・スタジアム             | サンフランシスコ・ジャイアンツ | 6－5   | モントリオール・エクスポズ     | 14,325人 | [ 64 ]  |
| 2004年05月22日 | ヒラム・ビソーン・スタジアム             | サンフランシスコ・ジャイアンツ | 7－2   | モントリオール・エクスポズ     | 16,836人 | [ 65 ]  |
| 2004年07月02日 | ヒラム・ビソーン・スタジアム             | トロント・ブルージェイズ       | 0－2   | モントリオール・エクスポズ     | 08,220人 | [ 66 ]  |
| 2004年07月03日 | ヒラム・ビソーン・スタジアム             | トロント・ブルージェイズ       | 2－0   | モントリオール・エクスポズ     | 08,831人 | [ 67 ]  |
| 2004年07月04日 | ヒラム・ビソーン・スタジアム             | トロント・ブルージェイズ       | 4－6   | モントリオール・エクスポズ     | 08,279人 | [ 68 ]  |
| 2004年07月05日 | ヒラム・ビソーン・スタジアム             | アトランタ・ブレーブス         | 11－4  | モントリオール・エクスポズ     | 13,122人 | [ 69 ]  |
| 2004年07月06日 | ヒラム・ビソーン・スタジアム             | アトランタ・ブレーブス         | 1－0   | モントリオール・エクスポズ     | 07,697人 | [ 70 ]  |
| 2004年07月07日 | ヒラム・ビソーン・スタジアム             | アトランタ・ブレーブス         | 14－2  | モントリオール・エクスポズ     | 08,534人 | [ 71 ]  |
| 2004年07月08日 | ヒラム・ビソーン・スタジアム             | ピッツバーグ・パイレーツ       | 1－2   | モントリオール・エクスポズ     | 07,746人 | [ 72 ]  |
| 2004年07月09日 | ヒラム・ビソーン・スタジアム             | ピッツバーグ・パイレーツ       | 11－0  | モントリオール・エクスポズ     | 07,436人 | [ 73 ]  |
| 2004年07月10日 | ヒラム・ビソーン・スタジアム             | ピッツバーグ・パイレーツ       | 0－4   | モントリオール・エクスポズ     | 08,780人 | [ 74 ]  |
| 2004年07月11日 | ヒラム・ビソーン・スタジアム             | ピッツバーグ・パイレーツ       | 1－2   | モントリオール・エクスポズ     | 08,101人 | [ 75 ]  |
| 2008年03月25日 | 東京ドーム                               | ボストン・レッドソックス       | 6－5   | オークランド・アスレチックス   | 44,628人 | [ 76 ]  |
| 2008年03月26日 | 東京ドーム                               | ボストン・レッドソックス       | 1－5   | オークランド・アスレチックス   | 44,735人 | [ 77 ]  |
| 2010年06月28日 | ヒラム・ビソーン・スタジアム             | ニューヨーク・メッツ           | 3－10  | フロリダ・マーリンズ           | 18,073人 | [ 78 ]  |
| 2010年06月29日 | ヒラム・ビソーン・スタジアム             | ニューヨーク・メッツ           | 6－7x  | フロリダ・マーリンズ           | 18,373人 | [ 79 ]  |
| 2010年06月30日 | ヒラム・ビソーン・スタジアム             | ニューヨーク・メッツ           | 6－5   | フロリダ・マーリンズ           | 19,232人 | [ 80 ]  |
| 2012年03月28日 | 東京ドーム                               | シアトル・マリナーズ           | 3－1   | オークランド・アスレチックス   | 44,227人 | [ 81 ]  |
| 2012年03月29日 | 東京ドーム                               | シアトル・マリナーズ           | 1－4   | オークランド・アスレチックス   | 43,391人 | [ 82 ]  |
| 2014年03月22日 | シドニー・クリケット・グラウンド         | ロサンゼルス・ドジャース       | 3－1   | アリゾナ・ダイヤモンドバックス | 38,266人 | [ 83 ]  |
| 2014年03月23日 | シドニー・クリケット・グラウンド         | ロサンゼルス・ドジャース       | 7－5   | アリゾナ・ダイヤモンドバックス | 38,079人 | [ 84 ]  |
| 2018年04月17日 | ヒラム・ビソーン・スタジアム             | クリーブランド・インディアンス | 6－1   | ミネソタ・ツインズ             | 19,516人 | [ 85 ]  |
| 2018年04月18日 | ヒラム・ビソーン・スタジアム             | クリーブランド・インディアンス | 1－2x  | ミネソタ・ツインズ             | 19,537人 | [ 86 ]  |
| 2018年05月04日 | エスタディオ・デ・ベイスボル・モンテレイ | ロサンゼルス・ドジャース       | 4－0   | サンディエゴ・パドレス         | 21,536人 | [ 87 ]  |
| 2018年05月05日 | エスタディオ・デ・ベイスボル・モンテレイ | ロサンゼルス・ドジャース       | 4－7   | サンディエゴ・パドレス         | 21,791人 | [ 88 ]  |
| 2018年05月06日 | エスタディオ・デ・ベイスボル・モンテレイ | ロサンゼルス・ドジャース       | 0－3   | サンディエゴ・パドレス         | 21,789人 | [ 89 ]  |
| 2019年03月20日 | 東京ドーム                               | シアトル・マリナーズ           | 9－7   | オークランド・アスレチックス   | 45,787人 | [ 90 ]  |
| 2019年03月21日 | 東京ドーム                               | シアトル・マリナーズ           | 5－4   | オークランド・アスレチックス   | 46,451人 | [ 91 ]  |
| 2019年04月13日 | エスタディオ・デ・ベイスボル・モンテレイ | セントルイス・カージナルス     | 2－5   | シンシナティ・レッズ           | 16,496人 | [ 92 ]  |
| 2019年04月14日 | エスタディオ・デ・ベイスボル・モンテレイ | セントルイス・カージナルス     | 9－5   | シンシナティ・レッズ           | 16,793人 | [ 93 ]  |
| 2019年05月04日 | エスタディオ・デ・ベイスボル・モンテレイ | ヒューストン・アストロズ       | 14－2  | ロサンゼルス・エンゼルス       | 18,177人 | [ 94 ]  |
| 2019年05月05日 | エスタディオ・デ・ベイスボル・モンテレイ | ヒューストン・アストロズ       | 10－4  | ロサンゼルス・エンゼルス       | 17,614人 | [ 95 ]  |
| 2019年06月29日 | ロンドン・スタジアム                     | ニューヨーク・ヤンキース       | 17－13 | ボストン・レッドソックス       | 59,659人 | [ 96 ]  |
| 2019年06月30日 | ロンドン・スタジアム                     | ニューヨーク・ヤンキース       | 12－8  | ボストン・レッドソックス       | 59,059人 | [ 97 ]  |
| 2023年04月29日 | エスタディオ・アルフレド・ハルプ・ヘルー | サンフランシスコ・ジャイアンツ | 11－16 | サンディエゴ・パドレス         | 19,611人 | [ 98 ]  |
| 2023年04月30日 | エスタディオ・アルフレド・ハルプ・ヘルー | サンフランシスコ・ジャイアンツ | 4－6   | サンディエゴ・パドレス         | 19,633人 | [ 99 ]  |
| 2023年06月24日 | ロンドン・スタジアム                     | シカゴ・カブス                 | 9－1   | セントルイス・カージナルス     | 54,622人 | [ 100 ] |
| 2023年06月25日 | ロンドン・スタジアム                     | シカゴ・カブス                 | 5－7   | セントルイス・カージナルス     | 55,565人 | [ 101 ] |
| 2024年03月20日 | 高尺スカイドーム                         | ロサンゼルス・ドジャース       | 5－2   | サンディエゴ・パドレス         | 15,952人 | [ 102 ] |
| 2024年03月21日 | 高尺スカイドーム                         | サンディエゴ・パドレス         | 15－11 | ロサンゼルス・ドジャース       | 15,928人 | [ 103 ] |
| 2024年04月27日 | エスタディオ・アルフレド・ハルプ・ヘルー | ヒューストン・アストロズ       | 12－4  | コロラド・ロッキーズ           | 19,934人 | [ 104 ] |
| 2024年04月28日 | エスタディオ・アルフレド・ハルプ・ヘルー | ヒューストン・アストロズ       | 8－2   | コロラド・ロッキーズ           | 19,841人 | [ 105 ] |
| 2024年06月08日 | ロンドン・スタジアム                     | フィラデルフィア・フィリーズ   | 7－2   | ニューヨーク・メッツ           | 53,882人 | [ 106 ] |
| 2024年06月09日 | ロンドン・スタジアム                     | ニューヨーク・メッツ           | 6－5   | フィラデルフィア・フィリーズ   | 55,074人 | [ 107 ] |
| 2025年03月18日 | 東京ドーム                               | ロサンゼルス・ドジャース       | 4－1   | シカゴ・カブス                 | 42,365人 | [ 108 ] |
| 2025年03月19日 | 東京ドーム                               | ロサンゼルス・ドジャース       | 6－3   | シカゴ・カブス                 | 42,367人 | [ 109 ] |

## 中止となった試合
| 開催予定日     | 開催地                                   | ビジター球団（先攻）           | ホーム球団（後攻）             | 観客動員 | 出典    |
| -------------- | ---------------------------------------- | ------------------------------ | ------------------------------ | -------- | ------- |
| 2003年03月25日 | 東京ドーム                               | シアトル・マリナーズ           | オークランド・アスレチックス   | ---      | [ 7 ]   |
| 2003年03月26日 | 東京ドーム                               | シアトル・マリナーズ           | オークランド・アスレチックス   | ---      | [ 7 ]   |
| 2004年05月23日 | ヒラム・ビソーン・スタジアム             | サンフランシスコ・ジャイアンツ | モントリオール・エクスポズ     | ---      | [ 110 ] |
| 2016年05月30日 | ヒラム・ビソーン・スタジアム             | ピッツバーグ・パイレーツ       | マイアミ・マーリンズ           | ---      | [ 12 ]  |
| 2016年05月31日 | ヒラム・ビソーン・スタジアム             | ピッツバーグ・パイレーツ       | マイアミ・マーリンズ           | ---      | [ 12 ]  |
| 2020年04月18日 | エスタディオ・アルフレド・ハルプ・ヘルー | サンディエゴ・パドレス         | アリゾナ・ダイヤモンドバックス | ---      | [ 19 ]  |
| 2020年04月19日 | エスタディオ・アルフレド・ハルプ・ヘルー | サンディエゴ・パドレス         | アリゾナ・ダイヤモンドバックス | ---      | [ 19 ]  |
| 2020年04月28日 | ヒラム・ビソーン・スタジアム             | ニューヨーク・メッツ           | マイアミ・マーリンズ           | ---      | [ 19 ]  |
| 2020年04月29日 | ヒラム・ビソーン・スタジアム             | ニューヨーク・メッツ           | マイアミ・マーリンズ           | ---      | [ 19 ]  |
| 2020年04月30日 | ヒラム・ビソーン・スタジアム             | ニューヨーク・メッツ           | マイアミ・マーリンズ           | ---      | [ 19 ]  |
| 2020年06月13日 | ロンドン・スタジアム                     | シカゴ・カブス                 | セントルイス・カージナルス     | ---      | [ 20 ]  |
| 2020年06月14日 | ロンドン・スタジアム                     | シカゴ・カブス                 | セントルイス・カージナルス     | ---      | [ 20 ]  |

## 海外公式戦を行ったことがない球団
30球団のうち、海外公式戦を行ったことがないのは以下の4球団である。
| - アメリカンリーグ - ボルチモア・オリオールズ - シカゴ・ホワイトソックス - デトロイト・タイガース - カンザスシティ・ロイヤルズ | - ナショナルリーグ なし |